# Castelleone
Castelleone – miejscowość i gmina we Włoszech, w regionie Lombardia, w prowincji Cremona.
Według danych na rok 2004 gminę zamieszkiwało 8929 osób, 198,4 os./km².